# سیارک ۱۴۱۸۶
سیارک ۱۴۱۸۶ (به انگلیسی: 14186 Virgiliofos، نامگذاری:1998XP2) چهارده هزار و صد و هشتاد و ششمین سیارک کشف شده‌است که در ۷ دسامبر ۱۹۹۸ کشف شد.
قدر مطلق سیارک برابر ۳۵.۴ است.